# Román Cepeda Flores
Román Cepeda Flores (Arteaga, Coahuila; 8 de abril de 1907 - Saltillo, Coahuila; 2 de noviembre de 1970) fue un político y empresario mexicano, gobernador de Coahuila y miembro del Partido Revolucionario Institucional.

## Biografía
Nació en Arteaga,  fue a su vez, sobrino de los generales Rafael y Abraham Cepeda de la Fuente y primo hermano del también gobernador de Coahuila Ignacio Cepeda Dávila. Los primeros estudios los realizó en Arteaga, municipio de Coahuila conurbado con Saltillo, terminando la instrucción primaria en la escuela Miguel López donde fue alumno del profesor Federico Berrueto Ramón. Asistió dos años al Ateneo Fuente y concluyó los estudios comerciales en la Academia Navarro. En 1928, se casó con Agripina Cepeda Flores, con quien procreó a siete hijos Carlos Cepeda Cepeda, Hernan Cepeda Cepeda, Olivia Leonidas Cepeda Cepeda, Norma Cepeda Cepeda,  Pilar Cepeda Cepeda, Román Cepeda Cepeda y Rosa María Cepeda Cepeda.

## Trayectoria
En 1937, se trasladó a Torreón dedicándose a la agricultura. Ingresó al Partido Nacional Revolucionario, que se convirtió en PRM y finalmente en PRI. Regidor de 1949 a 1951. fundó varias empresas agrícolas y ganaderas en Torreón y en Jiménez, Chihuahua, estrechó amistad con Raúl López Sánchez, entonces gobernador de Coahuila, con Miguel Alemán Valdés y con el coronel Carlos I. Serrano. Inició en 1950 las actividades de la empresa Pasteurizadora Laguna antecedente inmediato del Grupo Lala.
Presidente municipal de Torreón del 1 de enero de 1949 al 25 de mayo de 1951; solicitó licencia al Congreso del Estado para separarse de la alcaldía y contender por la gubernatura del estado; tomó posesión del Poder Ejecutivo el 1 de diciembre de 1951 terminando su mandato el 30 de noviembre de 1957. Fue uno de los precursores para la creación de la Universidad Autónoma de Coahuila; construyó la Carretera 57 México-Piedras Negras. Construyó una red de caminos vecinales que unen a los cañones de la Sierra de Arteaga. Edificó el Asilo de Ancianos de Torreón. Impulsó en Arteaga el cultivo del manzano que transformó la economía regional.

## Muerte
Román Cepeda Flores falleció en Saltillo, Coahuila, el 2 de noviembre de 1970. Fue sepultado en el Panteón San Isidro de su natal Arteaga.